# الیزر بن-یهودا

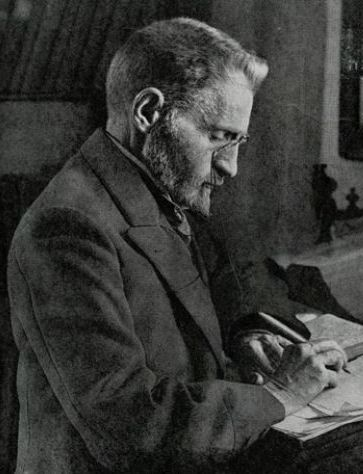

اِلیِزِر بِن-یَهودا (به انگلیسی: Eliezer Ben-Yehuda)، (با نام اصلی الیزیر ییتزخاک پرلمن؛ ۷ ژانویه ۱۸۵۸ - ۱۶ دسامبر ۱۹۲۲) زبان‌شناس، فرهنگ‌نویس و روزنامه‌نگار روس-یهودی بود. او به‌عنوان فرهنگ‌نویسِ نخستین فرهنگ لغت زبان عبری، و همچنین ویرایشگر هازوی (HaZvi)، یکی از نخستین روزنامه‌های چاپ شده در اسرائیل، شناخته می‌شود. او تأثیر به‌سزایی در ایجاد زبان عبری داشته است. 